# Hiroki Endō
Hiroki Endō (jap. 遠藤 浩輝, Endō Hiroki; * 3. November 1970 in der Präfektur Akita) ist ein japanischer Mangaka.
Er wuchs in einer Kleinstadt in Tōhoku auf, lebt inzwischen aber in Tokio. Eigentlich wollte er Musiker, Pilot oder Schauspieler werden, entschied sich mit 24 schließlich aber doch Manga zu zeichnen. Er studierte an der Kunsthochschule Musashino. Seinen ersten und bisher erfolgreichsten Manga veröffentlichte er 1997 mit Eden – It’s an Endless World! im Afternoon. Seine zahlreichen Manga-Kurzgeschichten werden auch regelmäßig in  Taschenbuchform gesammelt veröffentlicht. Sowohl Eden als auch die Kurzgeschichtenbände sind auf Deutsch erhältlich.

## Werke
- Eden – It’s an Endless World! (1998–2008, mit 18 Bänden abgeschlossen)
- Hiroki Endo Short Stories (1998–2001, 2 Kurzgeschichtenbände)
- All Rounder Meguru (Seit 2009 sind in Japan bisher 10 Bände erschienen)